# Скорики (Харьковская область)
Ско́рики (устар. Скореки
, укр. Скорики) — село, Александровский сельский совет, Золочевский район, Харьковская область, Украина.
Код КОАТУУ — 6322680503. Население по переписи 2001 года составляет 98 (47/51 м/ж) человек.

## Географическое положение
Село Скорики вытянуто вдоль склона Бондаревой балки
в месте её впадения в реку Гайворонка (Грайворонка); выше по течению Грайворонки на расстоянии одного км расположено село Завадское, ниже по течению примыкает село Ивашки, на противоположном берегу — село Александровка, пригородом которого являются Скорики.
На расстоянии в 2 км расположена железнодорожная станция Муравский, в 2-х км проходит автомобильная дорога Т-2103.

## История
- Дата основания «1700 год» для всех сёл, входивших Александровский сельский совет: Завадское, Скорики, Тимофеевка и Широкий Яр, взята со старого сайта Верховной Рады и является неверной. Это возможная дата основания Кленово-Новосёловки (Александровки).
- После 1700 — дата основания хутора Скореки.[1]
- В начале 20 века хутора Скореки, Голобородки,[6] Назаренки,[7] Шевченки[8], расположенные на склонах двух пересекающихся под углом балок, объединены в село Скорики.
- До 1976 года к конгрессовским предприятиям добавился асфальтовый завод Скориках[9]; в 1993 году завод ещё существовал.[9]

## Улицы Скориков
В Скориках две улицы:
- Северная улица (расположена севернее).
- Шевченко (расположена южнее).